# Adrian Quaife-Hobbs
Adrian Rodney Quaife-Hobbs (Pembury, 3 febbraio 1991) è un pilota automobilistico britannico.

## Carriera

### Inizio carriera
Quaife-Hobbs iniziò la sua carriera nel 2002, correndo nella categoria cadetti della Honda e vincendo quattro gare nella sua prima stagione giungendo così 2º nella Formula 6 Championship. Il 2003 vide Quaife-Hobbs spostarsi nella categoria più potente Mini Max, dove ottenne diversi arrivi a podio ed una vittoria. Continuò a correre nella serie Mini Max anche nel 2004, vincendo il Bayford Meadows Championship. A 14 anni, Quaife-Hobbs andò a correre nelle T-Cars, dove vinse entrambi i titoli T-Cars Championship, divenendo così il più giovane campione della storia della serie a 14 anni e 8 mesi di età e vincendo anche l'Autumn Trophy. Nel 2006 partecipò alle prime corse in T-Car ed ottenne una doppia vittoria nei round d'apertura e successivamente vinse la sua ultima corsa a Rockingham prima di decidere di passare alla Formula BMW nel 2007. Il 2006 lo vide vincere anche il Rising Star Award, diventando così il più giovane pilota a ricevere tale riconoscimento (all'età di 15 anni).

### Formula BMW
Per il 2007, Quaife-Hobbs fu promosso alla Formula BMW, nella serie britannica, correndo per la squadra campione in quel momento, la Fortec Motorsport. Il giovane Brit nella prima gara del campionato a Brands Hatch arrivò 11º e nella seconda combatté per la maggior parte della gara per il 3º posto prima che un degrado anomalo delle gomme lo costrinse a lasciare il piazzamento sul podio a Valle Mäkelä, il vincitore di gara-1. Quaife-Hobbs finì la sua stagione del debutto 10º con 405 punti.

### Formula Renault
In seguito alla chiusura della stagione in Formula BMW, Quaife-Hobbs decise di entrare nell'Eurocup Formula Renault 2.0 con la BVM Minardi per aumentare l'esperienza alla guida di auto di Formula Renault. Fece bene al suo debutto, nonostante il ritiro in gara-1, finì 8º dopo essere partito tredicesimo, abbastanza per guadagnare tre punti. Quaife-Hobbs partecipò anche a due gare in Formula Renault NEC a Motorpark Academy e a Spa, ottenne il primo podio solo alla terza gara. Il 2007 lo vide vincere nella prestigiosa MSA British Race Elite.
Quaife-Hobbs entrò nell'Eurocup a tempo pieno nel 2008 e corse anche nel campionato italiano, entrambi con la BVM Minardi e finì 4º in entrambi i campionati.

### Formula 3

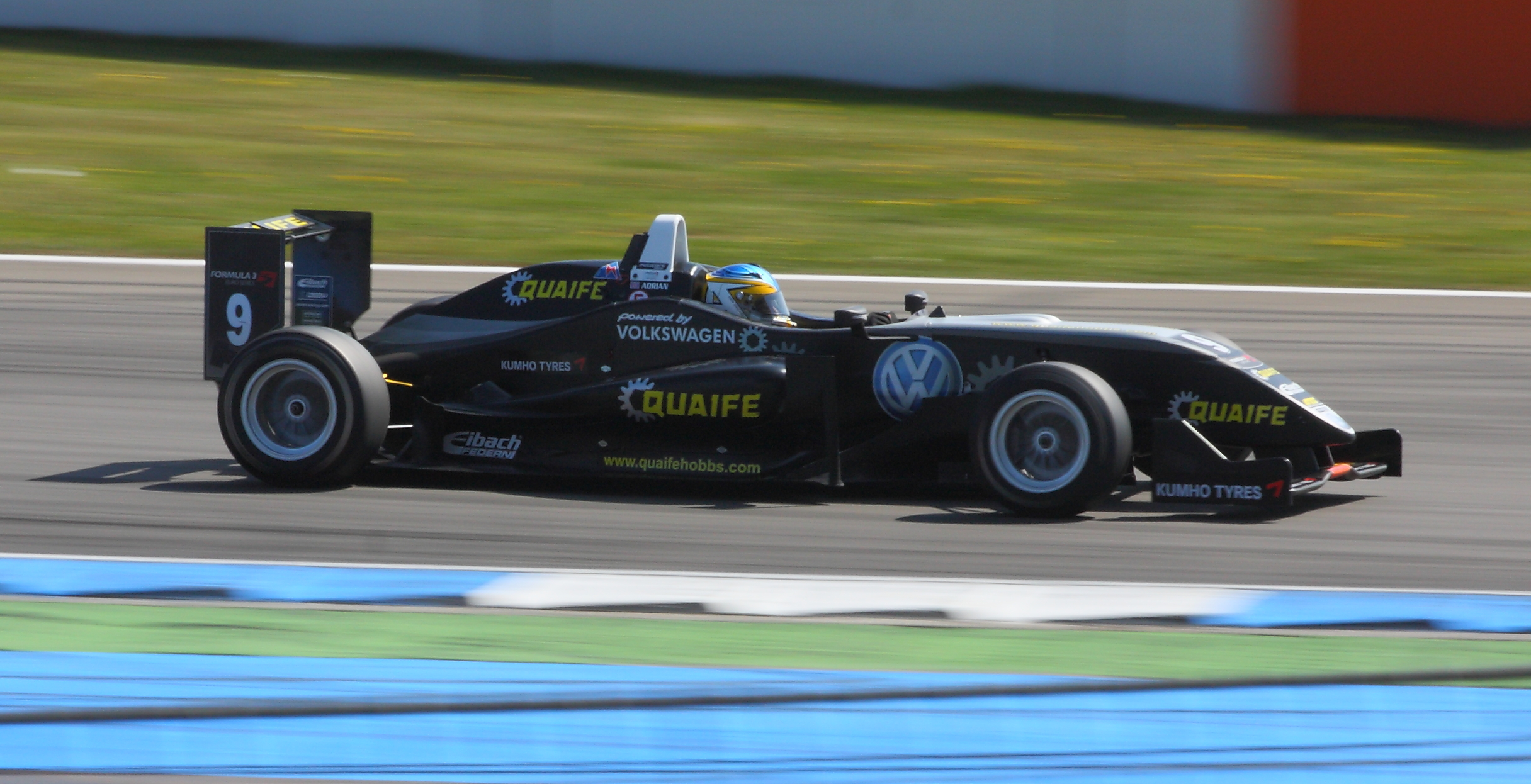
Quaife-Hobbs a Hockenheim per il secondo round del campionato 2010 di Formula 3 Euro Series.

Quaife-Hobbs salì di livello passando alle Formula 3 Euro Series per la stagione 2010, rimanendo alla Motopark Academy. Guadagnò punti alla prima gara al Circuito Paul Ricard e a Hockenheim, finendo rispettivamente 6º e 5º.

### GP3 Series
Dopo l'apertura dell'Euro Series, Quaife-Hobbs decise di concentrarsi sulla GP3 Series 2010, firmando un contratto con la Manor Racing. A Spa si assicurò il primo podio. Finì 15º in campionato.
Quaife-Hobbs partecipò nuovamente alla GP3 per la stagione 2011 con la Manor. Raggiunse la sua prima vittoria a Valencia. Alla fine della stagione migliorò fino alla quinta posizione nel campionato piloti e poiché fu il pilota sponsorizzato da Marussia meglio piazzato, ottenne la possibilità di fare un test per la Marussia Virgin Racing.

### Auto GP World Series
Nel 2012, Quaife-Hobbs partecipò all'Auto GP con i colori della Super Nova International. Vinse il campionato con 221 punti con 38 di vantaggio su Pål Varhaug, ottenendo cinque vittorie, due pole position e cinque ulteriori piazzamenti sul podio.

### GP2 Series
Nel 2013 corre nella GP2 Series alla guida di una vettura dell'MP Motorsport, insieme a Daniël de Jong.

## Risultati
| Anno | Serie                                        | Team                     | Gare         | Vittorie     | Pole         | Gpv          | Podi         | Punti        | Pos.         |
| ---- | -------------------------------------------- | ------------------------ | ------------ | ------------ | ------------ | ------------ | ------------ | ------------ | ------------ |
| 2005 | T-Cars                                       | PR Motorsport            | 17           | 8            | 2            | ?            | 10           | 284          | 1º           |
| 2005 | T-Cars Autumn Trophy                         | PR Motorsport            | 7            | 6            | 7            | ?            | 7            | 138          | 1º           |
| 2006 | T-Cars                                       | PR Motorsport            | 10           | 3            | 3            | ?            | 7            | 68           | 9º           |
| 2007 | Formula BMW britannica                       | Fortec Motorsport        | 18           | 0            | 1            | 0            | 0            | 405          | 10º          |
| 2007 | Eurocup Formula Renault 2.0                  | BVM Minardi              | 8            | 0            | 0            | 0            | 0            | 3            | 23º          |
| 2007 | Formula Renault NEC                          | Motopark Academy         | 4            | 0            | 0            | 0            | 1            | 70           | 18º          |
| 2008 | Formula Renault 2.0 italiana                 | BVM Minardi              | 14           | 1            | 0            | 1            | 4            | 250          | 4º           |
| 2008 | Eurocup Formula Renault 2.0                  | BVM Minardi              | 14           | 0            | 0            | 0            | 0            | 2            | 25º          |
| 2008 | Winter Series Formula Renault 2.0 portoghese | Motopark Academy         | 2            | 0            | 0            | 0            | 1            | 16           | 6º           |
| 2009 | Formula Renault 2.0 NEC                      | Motopark Academy         | 14           | 1            | 1            | 2            | 3            | 229          | 4º           |
| 2009 | Eurocup Formula Renault 2.0                  | Motopark Academy         | 14           | 1            | 0            | 0            | 4            | 83           | 4º           |
| 2010 | Formula 3 Euro Series                        | Motopark Academy         | 4            | 0            | 0            | 0            | 0            | 7            | 13º          |
| 2010 | GP3 Series                                   | Manor Racing             | 14           | 0            | 0            | 0            | 1            | 10           | 15º          |
| 2011 | GP3 Series                                   | Manor Racing             | 16           | 1            | 2            | 2            | 2            | 36           | 5º           |
| 2011 | Formula 1                                    | Virgin Racing            | Collaudatore | Collaudatore | Collaudatore | Collaudatore | Collaudatore | Collaudatore | Collaudatore |
| 2012 | Auto GP                                      | Super Nova International | 14           | 5            | 6            | 4            | 10           | 221          | 1º           |
| 2013 | GP2 Series                                   | MP Motorsport            | 4            | 0            | 0            | 0            | 0            | 7*           | 14º*         |

* Stagione in corso.

### Risultati in Formula 3 Euro Series
(legenda) (Le gare in grassetto indicano la pole position) (Gare in corsivo indicano Gpv)
| Anno | Team             | Telaio           | Motore     | 1       | 2       | 3        | 4        | 5     | 6     | 7     | 8     | 9     | 10    | 11    | 12    | 13    | 14    | 15    | 16    | 17     | 18     | Pos. | Punti |
| ---- | ---------------- | ---------------- | ---------- | ------- | ------- | -------- | -------- | ----- | ----- | ----- | ----- | ----- | ----- | ----- | ----- | ----- | ----- | ----- | ----- | ------ | ------ | ---- | ----- |
| 2010 | Motopark Academy | Dallara F308/099 | Volkswagen | LEC 1 6 | LEC 2 9 | HOC1 1 5 | HOC1 2 7 | VAL 1 | VAL 2 | NOR 1 | NOR 2 | NÜR 1 | NÜR 2 | ZAN 1 | ZAN 2 | BRH 1 | BRH 2 | OSC 1 | OSC 2 | HOC2 1 | HOC2 2 | 13º  | 7     |

### Risultati in GP3 Series
(legenda) (Le gare in grassetto indicano la pole position) (Gare in corsivo indicano Gpv)
| Anno | Team                  | 1          | 2          | 3           | 4           | 5          | 6         | 7           | 8           | 9          | 10          | 11         | 12         | 13        | 14          | 15          | 16         | Pos. | Punti |
| ---- | --------------------- | ---------- | ---------- | ----------- | ----------- | ---------- | --------- | ----------- | ----------- | ---------- | ----------- | ---------- | ---------- | --------- | ----------- | ----------- | ---------- | ---- | ----- |
| 2010 | Manor Racing          | ESP FEA 21 | ESP SPR 26 | TUR FEA Rit | TUR SPR Rit | VAL FEA 12 | VAL SPR 5 | GBR FEA Rit | GBR SPR Rit | GER FEA NP | GER SPR 18  | HUN FEA 12 | HUN SPR 7  | BEL FEA 3 | BEL SPR 5   | ITA FEA 17  | ITA SPR 22 | 15º  | 10    |
| 2011 | Marussia Manor Racing | TUR FEA 24 | TUR SPR 16 | ESP FEA 11  | ESP SPR 23  | VAL FEA 1  | VAL SPR 8 | GBR FEA 4   | GBR SPR 15  | GER FEA 5  | GER SPR Rit | HUN FEA 3  | HUN SPR 10 | BEL FEA 4 | BEL SPR Rit | ITA FEA Rit | ITA SPR 6  | 5º   | 36    |

### Risultati in Auto GP
(legenda) (Le gare in grassetto indicano la pole position) (Gare in corsivo indicano Gpv)
| Anno | Team                     | 1     | 2       | 3       | 4       | 5       | 6       | 7     | 8     | 9     | 10      | 11      | 12        | 13        | 14    | Pos. | Punti |
| ---- | ------------------------ | ----- | ------- | ------- | ------- | ------- | ------- | ----- | ----- | ----- | ------- | ------- | --------- | --------- | ----- | ---- | ----- |
| 2012 | Super Nova International | MNZ 1 | MNZ 2 3 | VAL 1 2 | VAL 2 1 | MAR 1 2 | MAR 2 4 | HUN 1 | HUN 2 | ALG 1 | ALG 2 1 | CUR 1 6 | CUR 2 12† | SON 1 Rit | SON 2 | 1º   | 221   |

† - Ritirato, ma classificato per aver percorso almeno il 90% della distanza di gara.

### Risultati in GP2 Series
(legenda) (Le gare in grassetto indicano la pole position) (Gare in corsivo indicano Gpv)
| Anno | Team          | 1           | 2          | 3         | 4         | 5          | 6          | 7         | 8         | 9          | 10         | 11          | 12         | 13      | 14      | 15      | 16      | 17      | 18      | 19      | 20      | 21      | 22      | Pos. | Punti |
| ---- | ------------- | ----------- | ---------- | --------- | --------- | ---------- | ---------- | --------- | --------- | ---------- | ---------- | ----------- | ---------- | ------- | ------- | ------- | ------- | ------- | ------- | ------- | ------- | ------- | ------- | ---- | ----- |
| 2013 | MP Motorsport | MYS FEA Rit | MYS SPR 17 | BHR FEA 7 | BHR SPR 8 | ESP FEA 17 | ESP SPR 21 | MON FEA 8 | MON SPR 2 | GBR FEA 12 | GBR SPR 11 | GER FEA Rit | GER SPR 16 | HUN FEA | HUN SPR | BEL FEA | BEL SPR | ITA FEA | ITA SPR | SGP FEA | SGP SPR | ABU FEA | ABU SPR | 16º* | 23*   |

* Stagione in corso.